# آندره لوزوواژ
آندره لوزوواژ (انگلیسی: André Lesauvage; ۲۵ دسامبر ۱۸۹۰ – ۲۹ مهٔ ۱۹۷۱) قایقران قایق بادبانی اهل فرانسه بود.